# 伊塔瓜蘇
19°48′07″S 40°51′21″W / 19.80194°S 40.85583°W

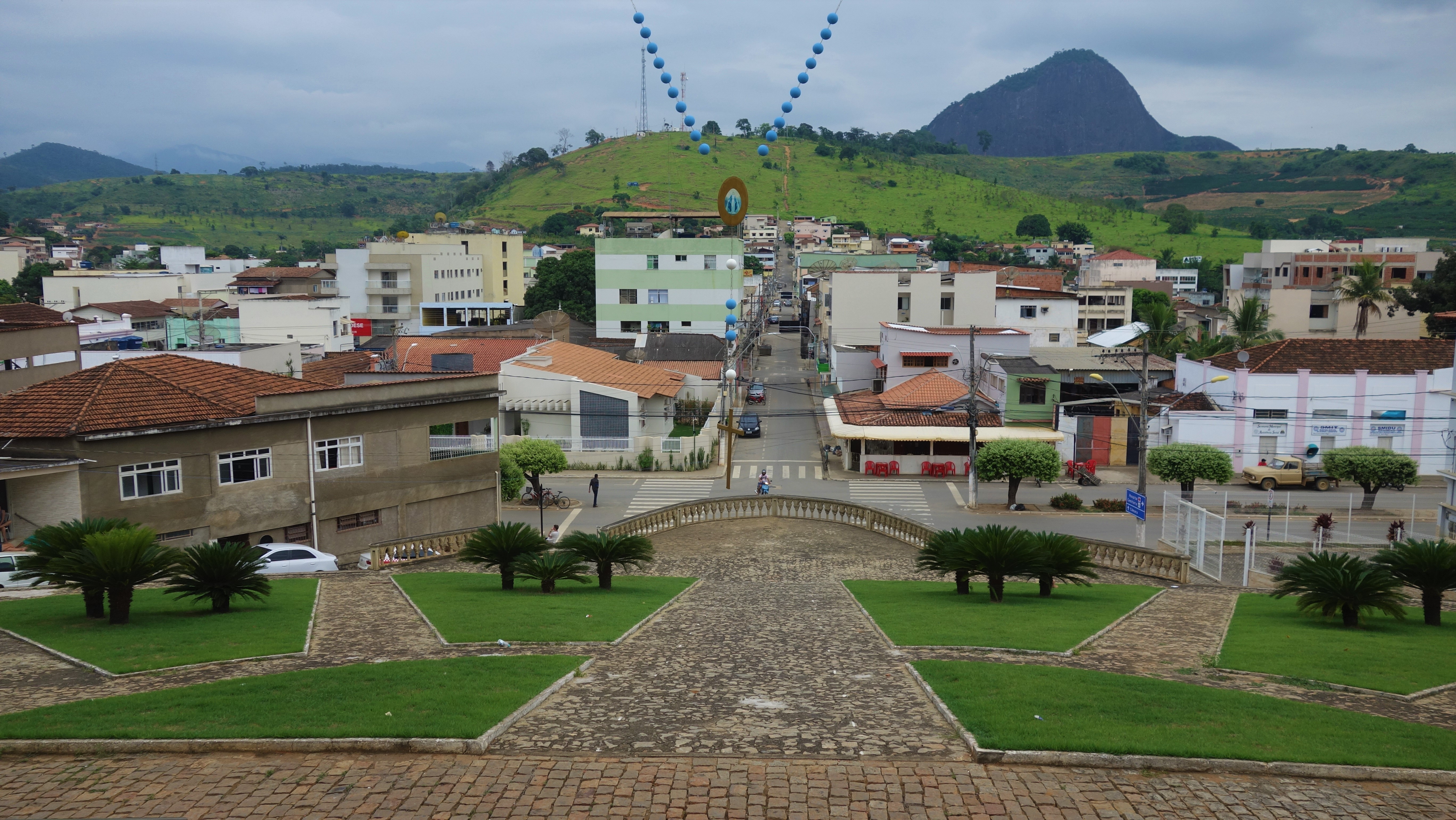
伊塔瓜蘇

伊塔瓜蘇（葡萄牙語：Itaguaçu），是巴西的城鎮，位於該國東南部，由聖埃斯皮里圖州負責管轄，面積531平方公里，海拔高度150米，2010年人口14,134，人口密度每平方公里26.59人。